# Arquitectura subterrània

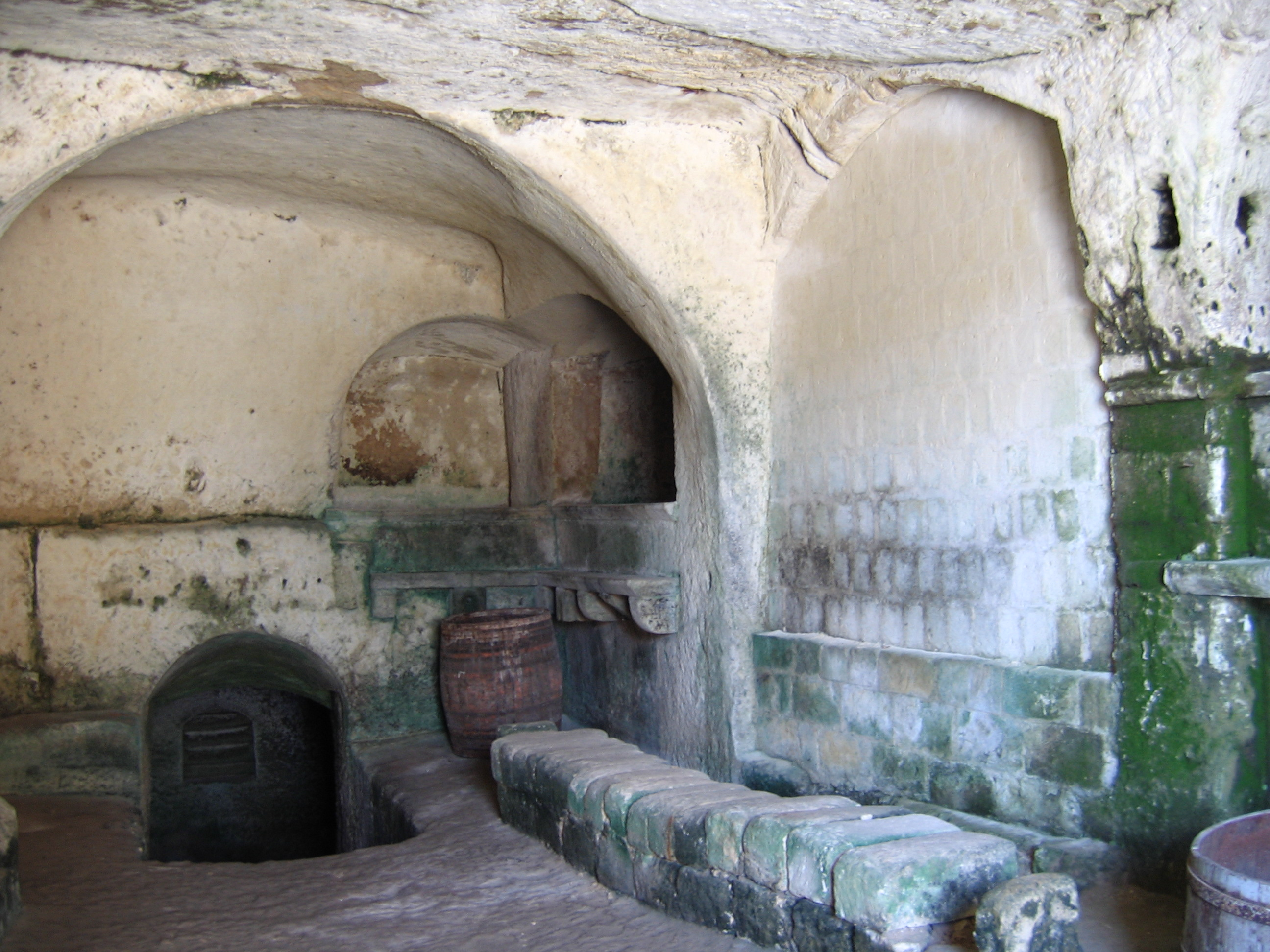
Casa Cova en els Sassi di Matera a Itàlia

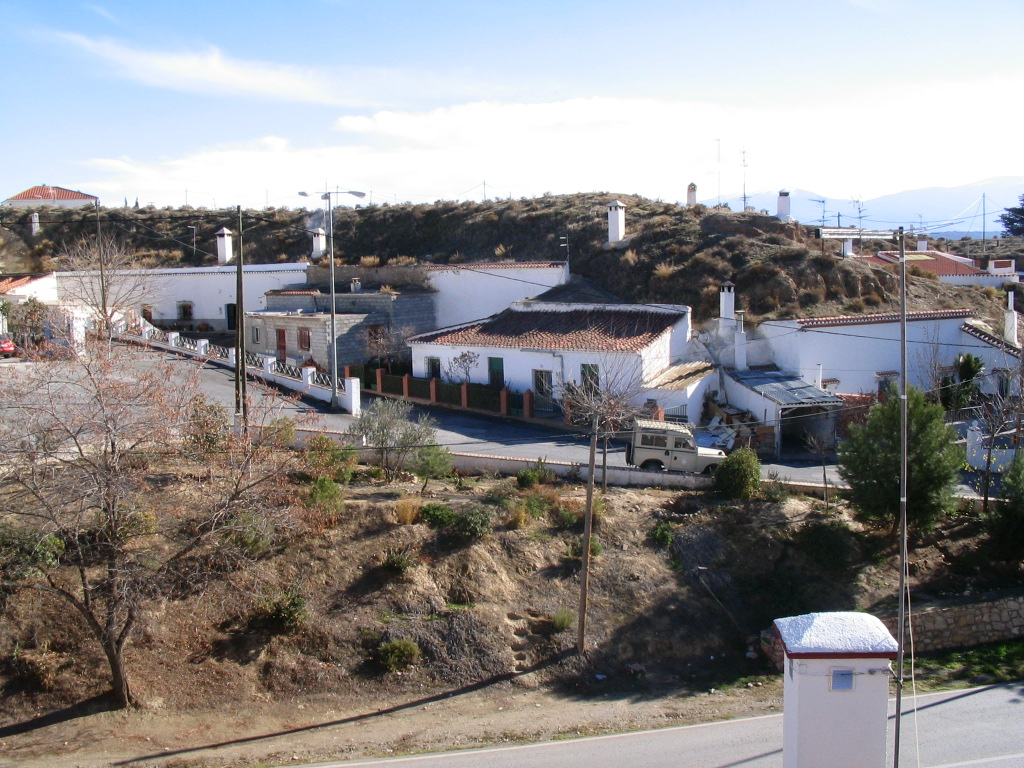
Cases Cova en Guadix a Andalusia amb xemeneies solars

L'arquitectura subterrània també coneguda com a enterrada, excavada o troglodítica és una categoria de l'arquitectura solar bioclimàtica que aprofita una tecnologia per reduir la incertesa ambiental per a éssers humans en el subterrani (sota terra) més a prop a la superfície, on pretén construir un refugi acollidor i durador.
Aquesta arquitectura aprofita dels recursos naturals als voltants del lloc triat per a la construcció: el propi sòl consolidat tal com està. S'aprofita la inèrcia tèrmica del terreny per obtenir confort tèrmic interior en l'habitatge. Aquest tipus d'arquitectura està molt sovint relacionat amb la autoconstrucció. Un dels exemples més coneguts al món d'arquitectura subterrània antiga és el dels Sassi di Matera, a Itàlia. Altres exemples es troben a Espanya, especialment a Andalusia, a Tunísia, en Capadòcia, a França, a Austràlia i a l'altiplà de Loess a la Xina.

## Construcció
Per a la construcció s'han de complir diversos requisits com un terreny adaptat que consisteix en argila, arenisques, margues, calcàries, conglomerats o roca sedimentària. En funció de les cultures i zones on es construeixen, la façana o façanes amb finestres i portes es poden orientar cap al sol al llarg del dia (al nord d'equador cap al sud i viceversa), o be apartant-se d'ell, com en el cas dels habitatges subterranis d'Orient Mitjà. Una xemeneia solar o un pati interior excavat a l'altre extrem de la porta faciliten una bona ventilació.

## Clima interior
Si s'ha complert amb els requisits, el clima interior està molt prop del confort tèrmic: càlid a l'hivern i fresc a l'estiu. Les temperatures interiors ronden al voltant de la temperatura mitjana anual de l'aire de la zona, per exemple a Espanya entre 17 i 23 graus. La inèrcia tèrmica de les parets i sostre de terra fa que el màxim i mínim de la temperatura interior estigui alguns mesos retardada respecte la de l'exterior. Quantes més hores de sol anuals incideixen en la superfície, més elevada és la temperatura mitjana a l'interior. Per dins no s'enfronta amb pics alts o baixos de temperatura, per la mateixa inèrcia tèrmica de la massa de terra. Les variacions anuals de la temperatura de la terra disminueixen amb més profunditat.
| Profunditat sota terra | variació de temperatura |
| ---------------------- | ----------------------- |
| 1 m                    | ± 5 graus               |
| 2 m                    | ± 3,3 graus             |
| 3 m                    | ± 2,2 graus             |
| 4 m                    | ± 1 grau                |
| 5 m                    | ± 1 grau                |

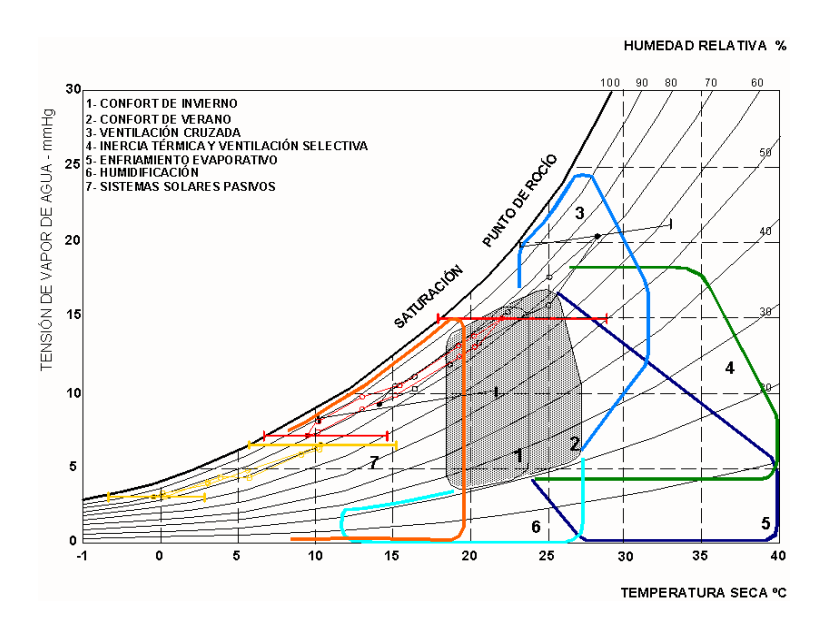
Zona de confort tèrmic en gris.

Les dades s'han pres a Bordeus, on la temperatura mitjana anual de l'aire exterior és de 12,5 graus.
Per sobre de 0,3 metre d'amplària de parets i sostres no es percep cap variació diària de la temperatura. Només a partir d'una molt gran profunditat puja la temperatura del terreny per les altes temperatures del nucli de la Terra. Però això no té cap efecte a les petites profunditats de l'arquitectura subterrània habitual que està situada en l'Escorça terrestre. El Gradient geotèrmic és de 0,03 graus/m.
La humitat relativa de l'aire interior és més alt i ronda nivells del 50 % que és més saludable que en habitacions amb calefacció i amb aire condicionat. La major humitat relativa s'explica per la humitat emmagatzemada a la terra, que està difós molt lentament per les parets i el sostre en forma de vapor d'aigua.
Aquests tipus de construcció tenia una gran varietat d'usos: sobretot com a habitatge, però també com a magatzem de gra, celler, lloc religiós o funerari. Avui també es fa servir com a garatge per a cotxes, com a habitació d'assaig per a bandes musicals pel bon aïllament acústic o també com lloc per a festes. Té molt poc impacte mediambiental durant la construcció (excavació) i ús. Per les temperatures esmentades gairebé mai fa falta una calefacció ni equip d'aire condicionat. S'adapta molt bé al paisatge existent, de manera que gairebé no es nota la construcció en comparació a les cases construïdes damunt del terreny.

## Imatges

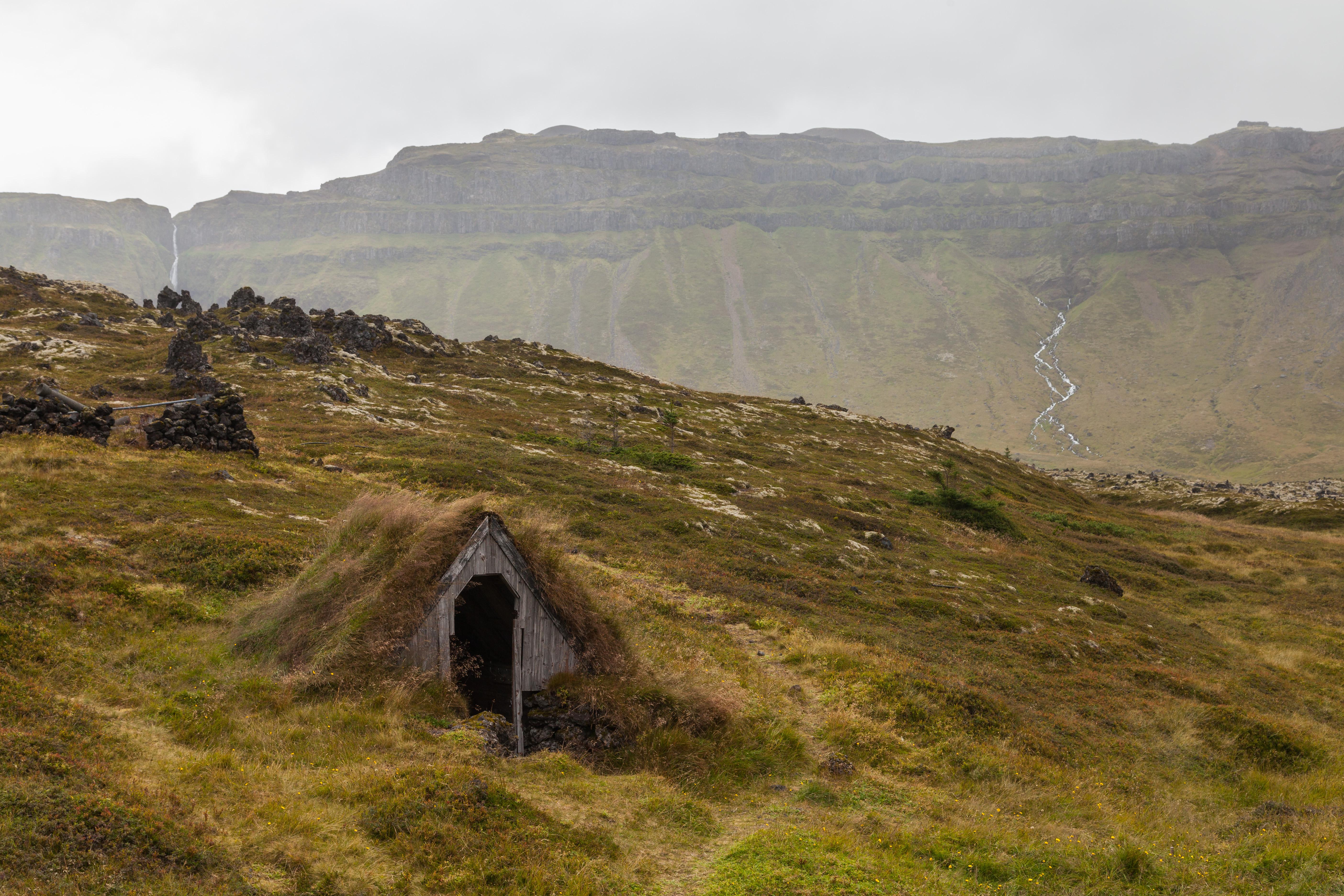
Cabanya subterrània a la regió de Búðahraun, Islàndia.
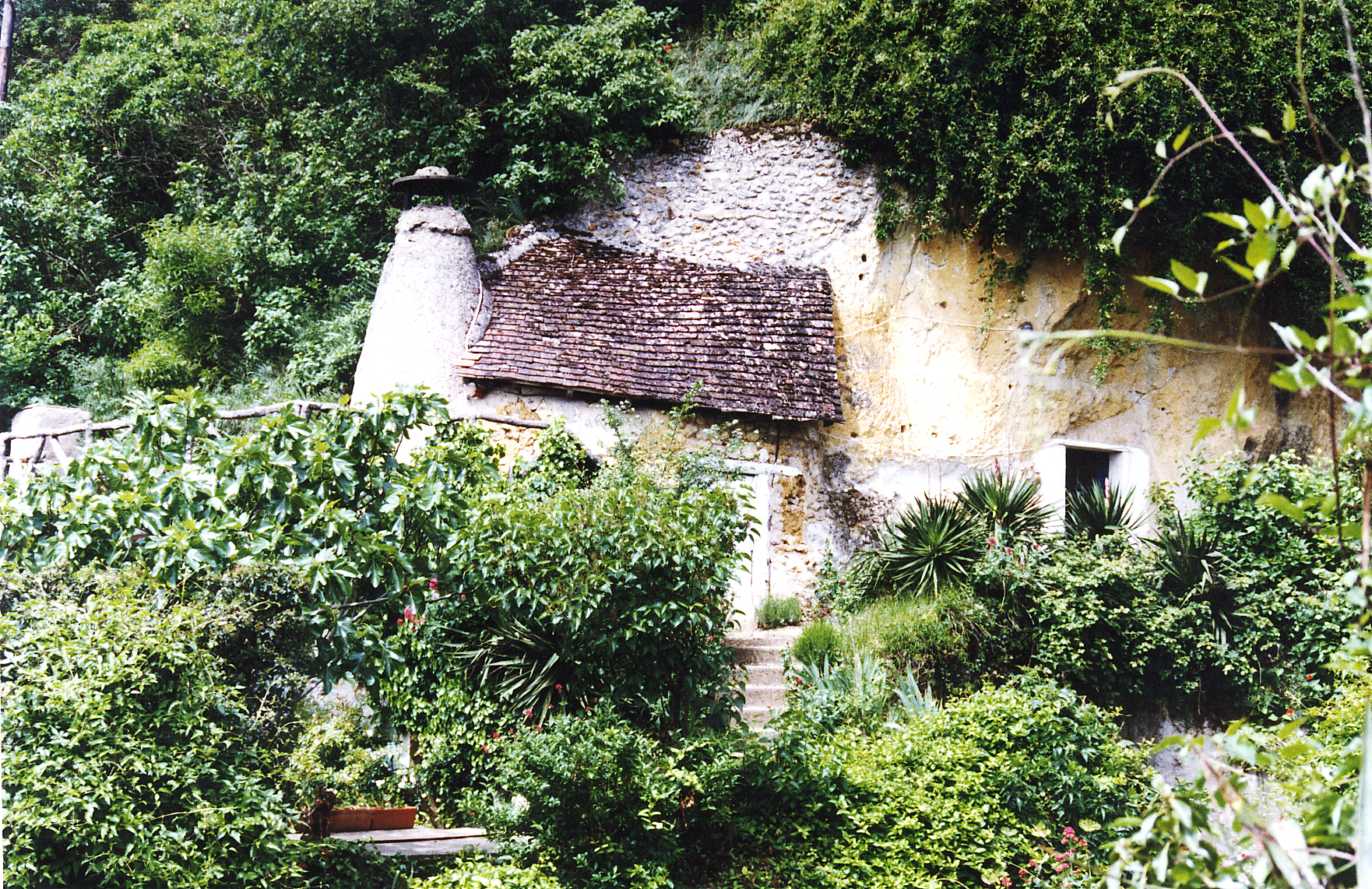
Cases Cova a la vall de Loire a França.
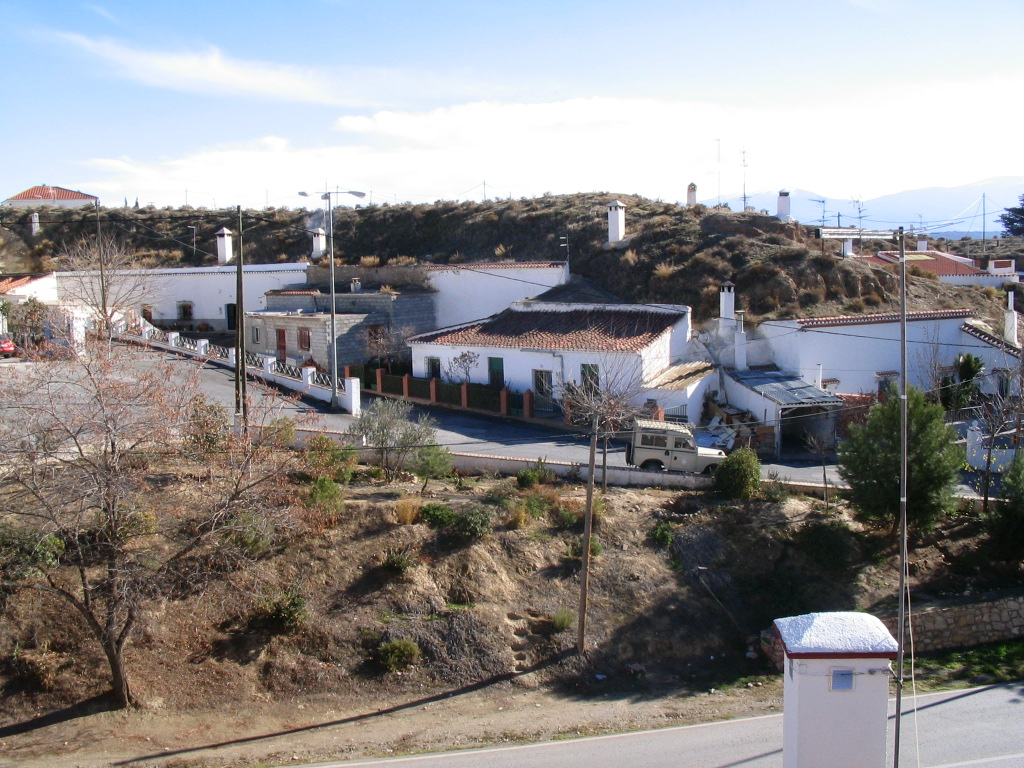
Casas Cova a Guadix (Espanya).
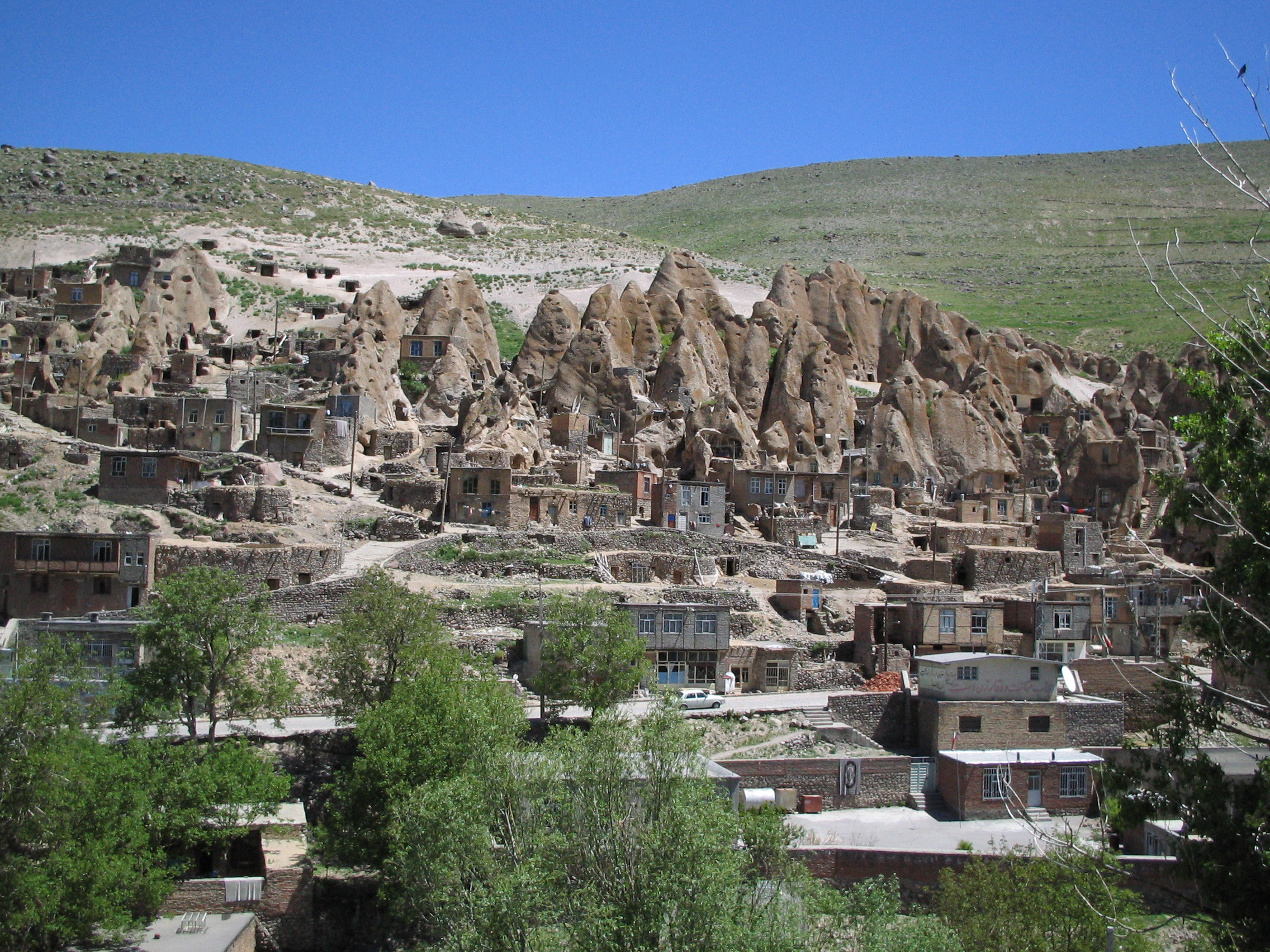
Poblat troglodita a Kandovan (Iran).
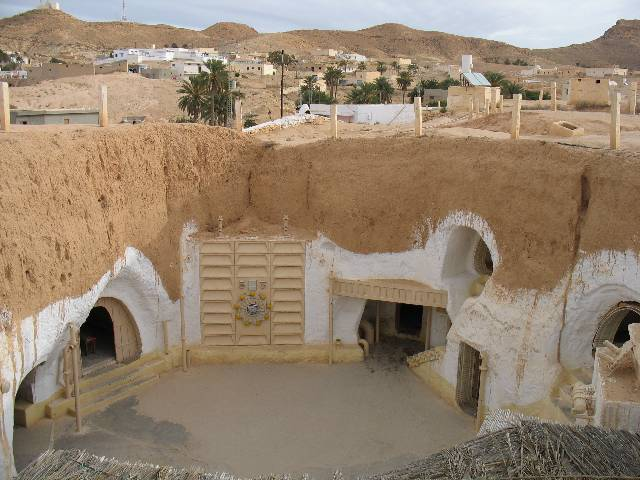
Hotel Sididriss, habitat berber troglodita en Matmata (Tunísia).
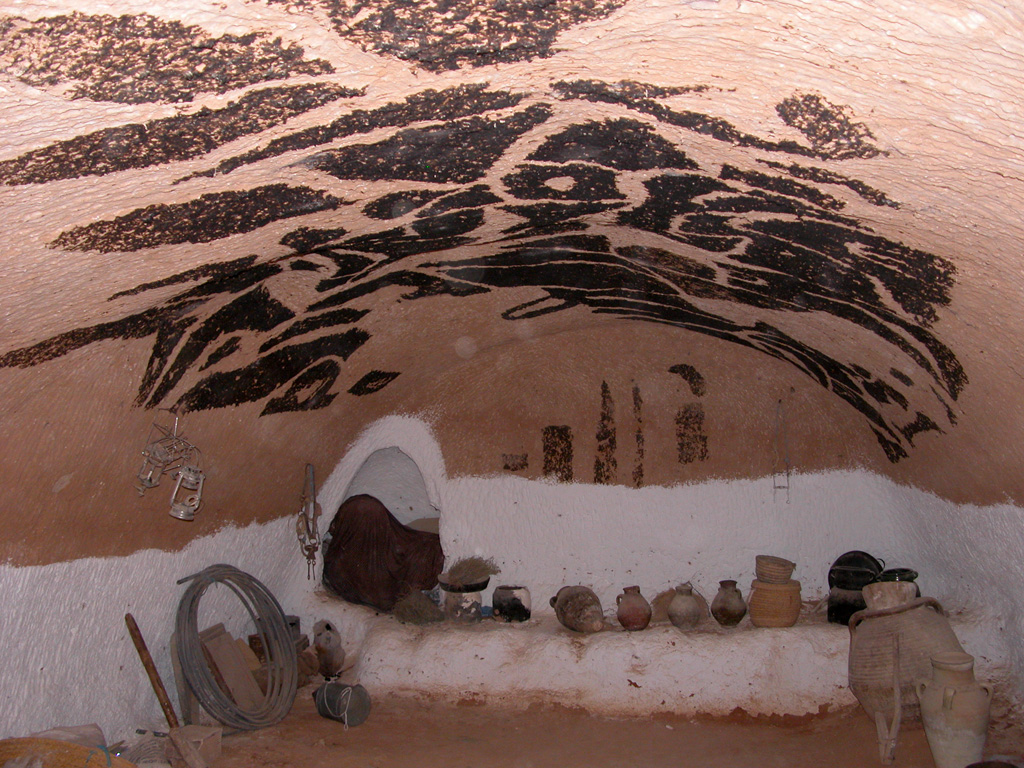
Interior d'una cova en Matmata (Tunísia).
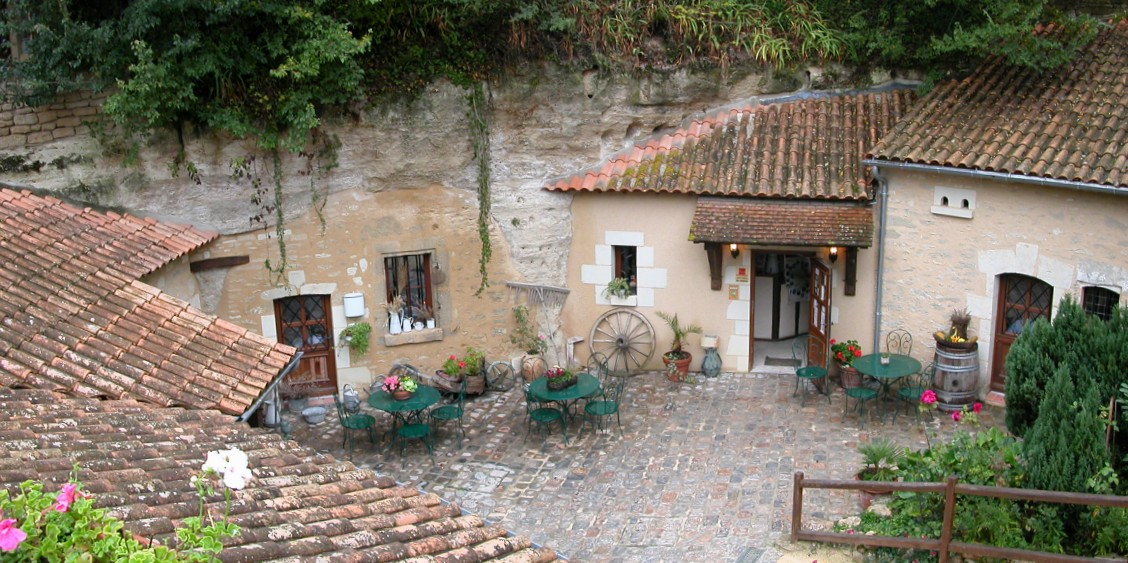
Casa Cova a Rocheménier (França)
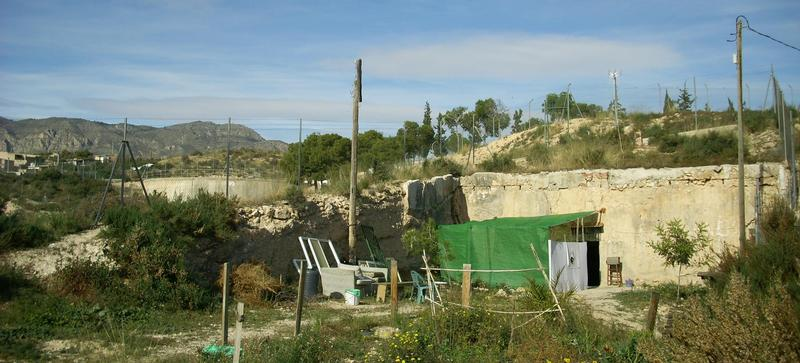
Cova filadora a Crevillent (Alacant).
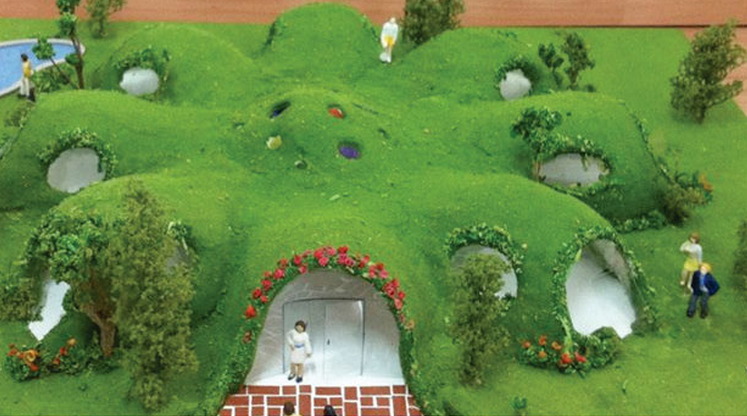
Col·legi Wexford Tequisquiapan, Col·legi Subterrani a la ciutat de Querétaro en (Mèxic).